# Arhynchite arhynchite
Arhynchite arhynchite är en djurart som tillhör fylumet skedmaskar, och som först beskrevs av Ikeda 1924.  Arhynchite arhynchite ingår i släktet Arhynchite och familjen Echiuridae. Inga underarter finns listade i Catalogue of Life.